# Wapen van Longerhouw

Wapen van Longerhouw

Het wapen van Longerhouw is het dorpswapen van het Nederlandse dorp Longerhouw, in de Friese gemeente Súdwest-Fryslân. Het wapen werd in 1969 geregistreerd.

## Beschrijving
De blazoenering van het wapen in het Fries luidt als volgt:
Skeandield fan goud en read, mei in forkoart krús fan it ien yn it oar.
De Nederlandse vertaling luidt als volgt: 
Schuingedeeld van goud en rood, met een verkort kruis van het een in het ander.
De heraldische kleuren zijn: goud (goud) en keel (rood).

## Symboliek
- Gedeeld kruis: verwijst naar het delen van een predikant met het naburige Schettens.[2]

## Zie ook

Vlag van Longerhouw